# Meleșkivka, Nedrîhailiv
Meleșkivka (în ucraineană Мелешківка) este un sat în comuna Cervona Sloboda din raionul Nedrîhailiv, regiunea Sumî, Ucraina.

## Demografie
Componența lingvistică a localității Meleșkivka
     Ucraineană (98,4%)
     Rusă (1,6%)
Conform recensământului din 2001, majoritatea populației localității Meleșkivka era vorbitoare de ucraineană (98,4%), existând în minoritate și vorbitori de rusă (1,6%).